# HD115440
HD115440 — хімічно пекулярна зоря спектрального класу B9, що має видиму зоряну величину в смузі V приблизно  8,2.
Вона  розташована на відстані близько 749,8 світлових років від Сонця.

## Пекулярний хімічний склад
Зоряна атмосфера HD115440 має підвищений вміст 
Si
.